# Danh sách tập phim Kino du ký

ADV Films Vùng 1 Hộp đựng đĩa DVD chứa toàn bộ 13 tập phim của Kino du ký

Đây là toàn bộ các tập trong series anime của Kino du ký (キノの旅 Kino no Tabi), dựa vào tập đầu trong light novel cùng tên của tác giả Keiichi Sigsawa, do Kohaku Kuroboshi minh hoạ, sản xuất bởi A.C.G.T và Genco, đạo diễn Ryūtarō Nakamura, 13 tập phim lần lượt được giới thiệu trên kênh WOWOW network từ ngày 8 tháng 4 đến ngày 8 tháng 7 năm 2003, và còn được công chiếu trên kênh Animax ở Đông Nam Á, Đông Á, Nam Á. Các tập phim được phát hành trong thời gian từ ngày 18 tháng 6 năm 2003 đến ngày 19 tháng 11 năm 2003 gồm 6 chương, mỗi phần gồm 2 tập (trừ chương đầu có đến 3 tập). Series phim được giới thiệu lại thành từng nhóm từ 2 đến 3 tập phim (từ ngày 19 tháng 1 năm 2005 đến ngày 16 tháng 2 năm 2005). Chia làm sáu phần, mỗi phần gồm 2 tập trừ phần đầu có 3 tập. Series được phát hành lại thành từng bộ 2 đến 3 tập vào 19 tháng 1 năm 2005 và 16 tháng 2 năm 2005. Bên cạnh đó, tập đầu của series anime "Episode 0: The Tower Country -Freelance-" được trình chiếu trong vòng 12 phút được giới thiệu là video animation gốc, cùng với đó là đĩa DVD movie đầu tiên ra mắt ngày 19 tháng 10 năm 2005.
13 tập phim anime series được cấp giấy phép phân phối tại Bắc Mỹ bởi ADV Films. Các tập phim ban đầu đã được phát hành trong bốn DVD từ giữa ngày 24 tháng 2 năm 2004 và ngày 29 tháng 6 năm 2004; đĩa đầu tiên chứa bốn tập, trong khi mỗi đĩa tiếp theo chứa ba tập phim. Bộ DVD đầu tiên đã được bán ra trong hai phiên bản, với sự khác biệt giữa hai phiên bản là một hộp loạt tất cả bốn DVD có thể nằm bên trong. Một hộp DVD mang tên Kino's Journey: The Complete Collection đã được phát hành vào ngày 25 tháng 10 năm 2005 có chứa ba đĩa.
Loạt anime chuyển thể mới với tựa Kino's Journey -the Beautiful World- the Animated Series đã phát sóng từ ngày 6 tháng 10 đến 22 tháng 12 năm 2017. Phần hoạt họa được thực hiện bởi Lerche và do Egg Firm sản xuất. Đạo diễn Tomohisa Taguchi, cùng Yukie Sugawara giám sát kịch bản và Ryoko Amisaki đảm nhiệm phần thiết kế nhân vật. Ca khúc mở đầu là "Here and There" và ca khúc kết thúc là "Satōdama no Tsuki" (砂糖玉の月), đều của Nagi Yanagi. Crunchyroll phát trực tuyến bộ phim được phụ đề, và Funimation sẽ phát sóng phim với phần lồng tiếng.

## Các ca khúc trong phim[4]
Ca khúc mở đầu
- All the way (tạm dịch: Trên mọi nẻo đường)

Trình bày: Mikuni Shimokawa
Ca khúc kết thúc
- the Beautiful World (tạm dịch: Thế giới tươi đẹp)

Trình bày: Ai Maeda
Ca khúc kết thúc trong Movie 1
- Hajimari no Nichi

Trình bày: Ai Maeda
Ca khúc kết thúc trong Movie 2
- Bird (tạm dịch: Bồ câu trắng)

Trình bày: Mikuni Shimokawa

## Các tập phim

### Kino du ký(2003)
| Tập | Tựa đề                                                                                            | Ngày phát sóng ở Nhật           |
| --- | ------------------------------------------------------------------------------------------------- | ------------------------------- |
| 00 | "The Tower Country -Freelance-" "Tō no Kuni" (塔の国)                                             | Ngày 19 tháng 10 năm 2005 (OVA) |
| Những cư dân của đất nước đang xây dựng một tòa tháp khổng lồ. Tập phim 12 phút này của Kino's Journey đã không được chiếu trong các phim truyền hình chính thức. |                                                                                                   |                                 |
| 01 | "Land of Visible Pain -I See You-" "Hito no Itami ga Wakaru Kuni" (人の痛みがわかる国)            | Ngày 8 tháng 4 năm 2003         |
| Cùng với một chiếc mô-tô có tri giác Hermes, Kino là một traveler, tạm trú ở mỗi nước trong ba ngày để trải nghiệm nhiều thứ mới mẻ ở đó. Ngày dừng chân mới nhất của họ, Kino và Hermes ở một quốc gia mà mọi người dân đều sống một mình trong nhà và không ai ra đường, mọi việc đã có máy móc thực hiện. Liệu Kino có phải là người duy nhất trong đất nước đó hay cô có thể quan sát những người ở đó và tìm hiểu về câu chuyện của họ? |                                                                                                   |                                 |
| 02 | "A Tale of Feeding Off Others -I Want to Live-" "Hito o Kutta Hanashi" (人を喰った話)             | Ngày 15 tháng 4 năm 2003        |
| Vào cuối mùa đông, Kino đi ngang qua và cứu được 3 người đàn ông sắp chết đói đang bị kẹt giữa biển tuyết. Quyết định cứu họ đã buộc Kino đặt mạng sống của họ lên trên mạng sống của 3 chú thỏ mà cô phải săn để làm thức ăn cho họ. Liệu 3 người đàn ông này có biết ơn đối với lựa chọn và quyết định mà Kino đã buộc phải làm, và liệu họ có bày tỏ sự kính trọng đối với sự chăm sóc của Kino? |                                                                                                   |                                 |
| 03 | "Land of Prophecies -We No The Future-" "Yogen no Kuni" (予言の国)                                | Ngày 22 tháng 4 năm 2003        |
| Con người luôn luôn đi tìm ý nghĩa, thêm vào chiều sâu cho cả những điều trừu tượng nhất của chữ viết, hoạt động và chuyển chúng thành những nghi lễ, truyền thống của mình. Khi đi từ đất nước này đến đất nước khác, Kino cũng đã bắt gặp rất nhiều truyền thống đến từ nhiều vùng đất khác nhau, bắt đầu từ vùng đất sở hữu "Book of Prophecy" (Quyển sách của những lời tiên tri) bảo rằng tận thế chỉ còn cách một ngày nữa. Tập phim này bao gồm 4 câu chuyện khác nhau. |                                                                                                   |                                 |
| 04 | "Land of Adults -Natural Right-" "Otona no Kuni" (大人の国)                                       | Ngày 6 tháng 5 năm 2003         |
| Kino không phải là một traveler bẩm sinh, và tên thật của cô cũng không phải Kino. Khi còn bé, cô lớn lên ở đất nước mang tên "Vùng đất người lớn", nơi mà tuổi trưởng thành và trách nhiệm có được nhờ vào một cuộc phẫu thuật được tiến hành trên mỗi đứa trẻ vào ngày sinh nhật thứ 12. Là một cô bé 11 tuổi, Kino hoàn toàn trông chờ được trải qua cuộc phẫu thuật và trở thành người trưởng thành, cho đến khi một người khách bí ẩn ghé thăm đất nước của cô và chỉ cho cô thấy những cơ hội khác. |                                                                                                   |                                 |
| 05 | "Three Men Along the Rails -On the Rails-" "Rēru no Ue no Sannin no Otoko" (レールの上の三人の男) | Ngày 13 tháng 5 năm 2003        |
| Khi đang đi theo một đường ray cũ không ai dùng, Kino gặp một người đàn ông lau đoạn đường ray đó trong 50 năm. Ngừng lại để nghỉ ngơi, Kino kể cho người này nghe câu chuyện về một vùng đất nơi con người không còn phải làm việc nữa, nhưng dù gì đi nữa họ vẫn tự bắt mình thực hiện một công việc vô nghĩa và căng thẳng. Điều đó trông có vẻ ngu ngốc đối với người đàn ông, nhưng phần nào đó ông đã nhận ra chính mình cũng đang thực hiện một công việc vô nghĩa như vậy, ngay khi Kino đang tìm hiểu về ông; trên đường ray đó, Kino cũng gặp 2 người khác đang làm công việc trái người với người kia.                                       |                                                                                                   |                                 |
| 06 | "Coliseum (Part 1) -Avengers-" "Koroshiamu (Zenpen)" (コロシアム（前編）)                         | Ngày 20 tháng 5 năm 2003        |
| Khi Kino dừng lại tại một đất nước nổi tiếng là một nơi tươi đẹp và phi thường, cô nhanh chóng nhận ra rằng thực tế khác xa so với mong đợi. Do luật pháp bị đạp đổ bởi sự độc ác của cư dân địa phương và một vị vua theo chủ nghĩa hưởng thụ, các lữ khách đến đây đều buộc tham gia một giải đấu chết người nếu không muốn bị bắt sống cuộc đời nô lệ như những cư dân hạng hai. Bị ép phải tham gia, Kino cầm súng trong tay và tiến vào đấu trường, nhưng cô phải làm cách nào để sống sót giữa ranh giới sống còn và chống lại những địch thủ, người mà bị buộc phải chiến đấu một mình, bởi một động cơ duy nhất?                                |                                                                                                   |                                 |
| 07 | "Coliseum (Part 2) -Avengers-" "Koroshiamu (Kōhen)" (コロシアム（後編）)                          | Ngày 27 tháng 5 năm 2003        |
| Kino đã vào được đến trận bán kết của cuộc đấu, nhưng bây giờ thử thách thật sự mới bắt đầu, vì Kino đã quyết tâm rằng cô sẽ thắng mà không giết đối thủ. Liệu Kino có hoàn thành được thử thách mà cô đã tự đặt ra cho mình, hay cô sẽ không thể chống lại sự đổ máu vì 4 đấu sĩ cuối cùng sẽ đấu với nhau để xem ai giành được giải thưởng cao nhất? |                                                                                                   |                                 |
| 08 | "Land of Wizards -Potentials of Magic-" "Mahōtsukai no Kuni" (魔法使いの国)                       | Ngày 3 tháng 6 năm 2003         |
| Trong Land of Wizards, giá trị và quyền lực của một người được đánh giá bằng khả năng tăng năng suất thu hoạch của người đó. Tuy nhiên, tại vùng đất nông nghiệp này, có một cô gái tên là Nimya dám ước mơ về những thứ hoàn toàn khác. Nimya mong muốn trong tuyệt vọng xây dựng một cỗ máy thực sự bay được, và bất chấp thiếu sự ủng hộ từ người thân, cô đã cống hiến đời mình để thực hiện ước mơ. Điều đó cần có sự giúp sức của lữ khách và chiếc motorad của cô ấy mà ước mơ đó đã khai hoa kết trái. |                                                                                                   |                                 |
| 09 | "Land of Books -Nothing Is Written!-" "Hon no Kuni" (本の国)                                      | Ngày 10 tháng 6 năm 2003        |
| Kino và Hermes đến Land of Books, một đất nước mà thư viện của nó tập hợp đầy đủ mọi cuốn sách trên thế giới, nhưng họ lại chặn tất cả sách mà họ cho là "nguy hiểm", chỉ cho những sách mà theo họ là "lành mạnh" và "vô hại" được trưng bày. Tuy nhiên, hầu như là do may mắn, Kino đã lọt vào được vào thế giới ngầm ở đây, nơi mà những người kháng chiến tự xuất bản sách, vật chất tối. Nhưng như là độ dày của câu chuyện, ranh giới giữa thực tế và trí tưởng tượng đang dần trở nên mờ nhạt, cho đến khi nó là không thể để có thể phân biệt điều gì đang diễn ra, và việc gì chỉ tồn tại trên trang sách, hay trong sâu thẳm tâm trí tác giả… |                                                                                                   |                                 |
| 10 | "A Tale of Mechanical Dolls -One-way Mission-" "Kikai Ningyō no Hanashi" (機械人形の話)           | Ngày 17 tháng 6 năm 2003        |
| Trong khi đang tìm kiếm một ngôi làng để sửa cái đồng hồ tốc độ của Hermes, Kino gặp một gia đình sống trong rừng, được phục vụ bởi một người phụ nữ già tự nhận là một búp bê máy. Khi cô trải qua thời gian với "nanny" và gia đình bà, Kino nhận thấy mình rất ấn tượng với bà, nhưng cô bắt đầu tự hỏi về xuất thân của bà, khi mà cả "nanny" và gia đình bà không có vẻ gì là như họ đã nói… |                                                                                                   |                                 |
| 11 | "Her Journey -Love and Bullets-" "Kanojo no Tabi" (彼女の旅)                                      | Ngày 24 tháng 6 năm 2003        |
| Khi Kino xuôi dòng bằng bè và tận hưởng một chuyến câu cá lười biếng, cô để hồi ức mình trôi về với những người cô đã gặp trong hành trình của mình – những người thực hiện chuyến đi của riêng họ, từ người phụ nữ quyết trả thù cho cái chết của chồng đến một người phụ nữ khác mong muốn mở rộng hòa bình cho thế giới. Nhưng khi Kino hồi tưởng lại quá khứ – và cô không muốn can thiệp – cô không thể không nhớ về cuộc gặp gỡ với một người thông thái đang hấp hối đã chứng minh được rằng kể cả việc quan sát cũng có thể có ảnh hưởng. |                                                                                                   |                                 |
| 12 | "A Peaceful Land -Mother's Love-" "Heiwa na Kuni" (平和な国)                                      | Ngày 1 tháng 7 năm 2003         |
| Kino và Hermes đến một vùng đất vốn tự hào về hòa bình của chính nó, nhưng khi đi vào đất nước này, họ sớm nhận thấy rằng tất cả không phải như vẻ bên ngoài. Trong khi bỏ lại những thiết bị quân sự trên đường phố, ở ngoài thành ngôi làng, quân đội đang tập dợt để chuẩn bị cho chiến tranh sắp nổ ra trong vài ngày tới. Tò mò bởi những nghịch lý kì lạ này, Kino đến thăm viện bảo tàng của địa phương để tìm hiểu về lịch sử của vùng đất này. Chỉ để tìm hiểu một chút khái niệm mà đất nước này định nghĩa về "hòa bình" mà khó hiểu hơn rất nhiều so với những gì Kino đã nghĩ...                                                           |                                                                                                   |                                 |
| 13 | "A Kind Land -Tomorrow Never Comes-" "Yasashii Kuni" (優しい国)                                   | Ngày 8 tháng 7 năm 2003         |
| Khi Kino nghe nói về một nơi mà những người du khách bị lảng tránh, cô quyết định dù gì đi nữa cũng sẽ ghé thăm nó và tự mình trải nghiệm thái độ của người dân ở đây. Tuy nhiên, cô đã rất ngạc nhiên khi dân cư nơi đây lại cực kì thân thiện và chào đón cô, và Kino sớm có cảm giác như ở nhà. Và khi cô kết bạn với Sakura, một cô bé gợi cho Kino nhớ tới mình lúc bé, Kino bắt đầu tự hỏi rằng, chỉ một lần, liệu cô có nên ở lại nhiều hơn 3 ngày. |                                                                                                   |                                 |

## Kino's Journey -the Beautiful World- the Animated Series(2017)
| Tập | Tựa đề | Ngày phát sóng ở Nhật |
| --- | --- | --------------------- |
| 1   | "A Country Where People Can Kill Others -Jungle's Rule-" "Hito o Korosu Koto ga Dekiru Kuni" (人を殺すことができる国) | 6 tháng 10, 2017      |
| 2   | "Colosseum -Avengers-" "Koroshiamu" (コロシアム)                                                                      | 13 tháng 10, 2017     |
| 3   | "Bothersome Country -Leave Only Footsteps!-" "Meiwaku na Kuni" (迷惑な国)                                             | 20 tháng 10, 2017     |
| 4   | "Ship Country -On the Beach-" "Fune no Kuni" (船の国)                                                                 | 27 tháng 10, 2017     |
| 5   | "Country of Liars -Waiting for You-" "Usotsukitachi no Kuni" (嘘つき達の国)                                           | 3 tháng 11, 2017      |
| 6   | "In the Clouds -Eye-opener-" "Kumo no Naka de" (雲の中で)                                                             | 10 tháng 11, 2017     |
| 7   | "Historic Country -Don't Look Back-" "Rekishi no Aru Kuni" (歴史のある国)                                             | 17 tháng 11, 2017     |
| 8   | "Country of Radio Waves -Not Guilty-" "Denpa no Kuni" (電波の国)                                                      | 24 tháng 11, 2017     |
| 9   | "Various Countries" "Iru Iru na Kuni" (いるいるな国)                                                                  | 1 tháng 12, 2017      |
| 10  | "Kind Country -Tomorrow Never Comes-" "Yasashī Kuni" (優しい国)                                                       | 8 tháng 12, 2017      |
| 11  | "Country of Adults -Natural Rights-" "Otona no Kuni" (大人の国)                                                       | 15 tháng 12, 2017     |
| 12  | "Fields of Sheep -Stray Army-" "Hitsuji-tachi no Sougen" (羊たちの草原)                                               | 22 tháng 12, 2017     |